# Mount McBride
Mount McBride är ett berg i Kanada.   Det ligger i provinsen British Columbia, i den sydvästra delen av landet, 3 700 km väster om huvudstaden Ottawa. Toppen på Mount McBride är 2 083 meter över havet, eller 918 meter över den omgivande terrängen. Bredden vid basen är 18,7 km.
Terrängen runt Mount McBride är huvudsakligen bergig.Trakten runt Mount McBride är nära nog obefolkad, med mindre än två invånare per kvadratkilometer.. Det finns inga samhällen i närheten. 
I omgivningarna runt Mount McBride växer i huvudsak barrskog.